# Franka Hitzing

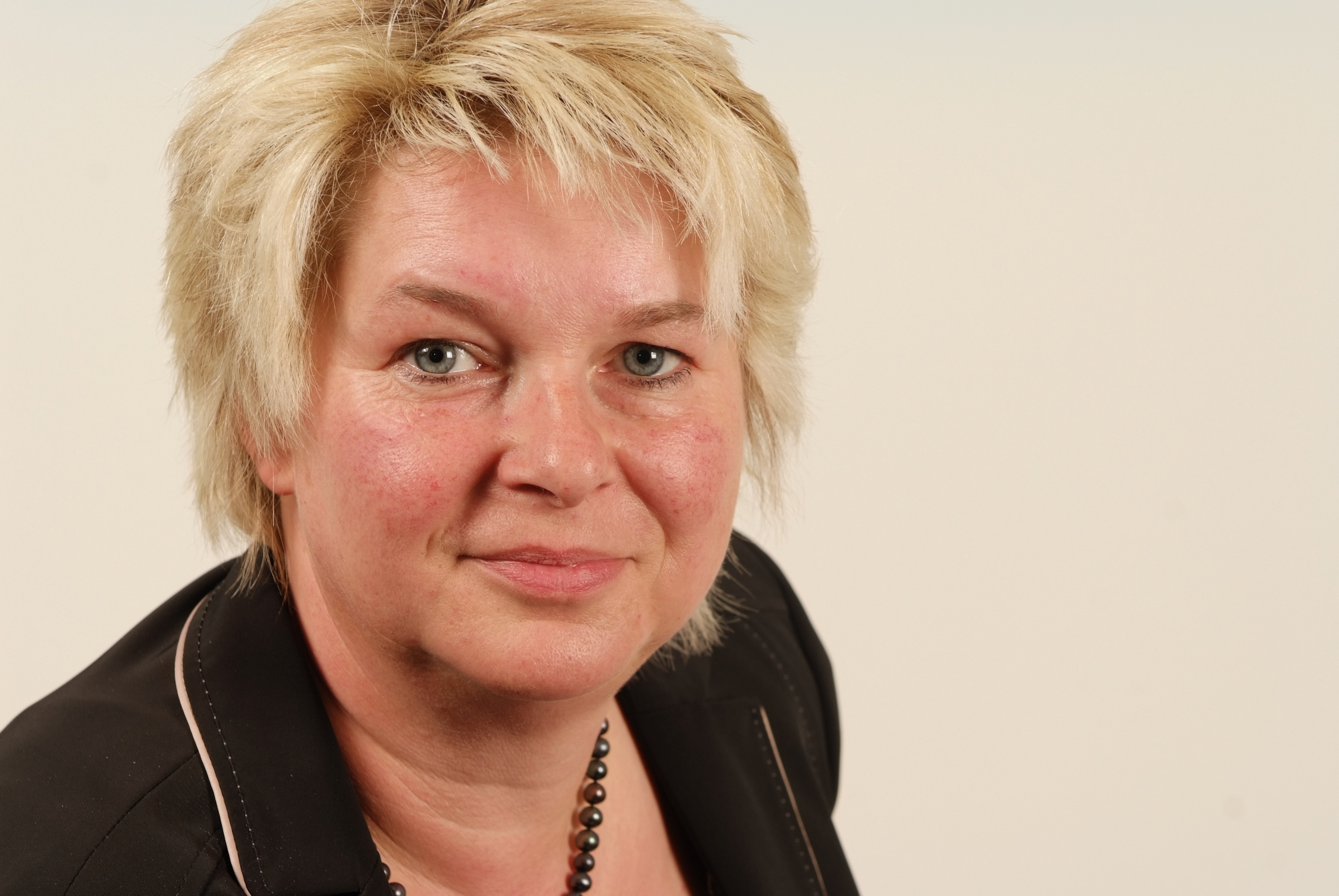
Franka Hitzing, 2011

Franka Hitzing (* 25. Januar 1966 in Nordhausen) ist eine deutsche Politikerin (FDP). Sie war von 2009 bis 2014 Mitglied des Thüringer Landtags und von 2014 bis 2015 Landesvorsitzende der FDP Thüringen. Seit 5. Juni 2025 ist sie Bürgermeisterin der Landgemeinde Bleicherode.

## Werdegang
Nach dem Abitur 1984 nahm Hitzing ein Lehramtsstudium in den Fächern Mathematik und Geografie an der Ernst-Moritz-Arndt-Universität Greifswald auf, das sie ab 1985 an der Martin-Luther-Universität Halle-Wittenberg fortsetzte. 1989 schloss sie das Studium als Diplomlehrerin ab und ist seitdem als Lehrerin an der heutigen Regelschule in Wolkramshausen tätig.
2005 wurde Hitzing in den Landesvorstand der FDP Thüringen gewählt. Sie ist Fraktionsvorsitzende der FDP-Kreistagsfraktion im Landkreis Nordhausen und seit 2006 ehrenamtliche Bürgermeisterin von Friedrichsthal. Hier wurde sie zuletzt bei der Wahl 2024 mit 93 Prozent der Stimmen im Amt bestätigt.
Bei der Landtagswahl in Thüringen 2009 wurde sie über Platz 2 der FDP-Landesliste in den 5. Thüringer Landtag gewählt. In der konstituierenden Sitzung der Wahlperiode wurde sie am 29. September 2009 zur Vizepräsidentin des Thüringer Landtags gewählt.
Bei der Landtagswahl 2014 schied die FDP wieder aus dem Landtag aus, wodurch auch Hitzing, die erneut auf Platz 2 der FDP-Landesliste kandidiert hatte, ihr Mandat verlor. Nach dem Rückzug des langjährigen Landesvorsitzenden Uwe Barth wurde sie am 22. November 2014 zur neuen Thüringer FDP-Landeschefin gewählt. Sie setzte sich mit 72 zu 63 Stimmen (bei zwei Enthaltungen) gegen Thomas Kemmerich durch.
Im Januar 2015 wurde Hitzing einstimmig als Kandidatin für die Landratswahl im Kreis Nordhausen am 26. April 2015 nominiert und erreichte 17,4 Prozent.
Am 17. September 2015 trat Hitzing aus persönlichen Gründen als Landesvorsitzende zurück. Ihr Nachfolger wurde zunächst kommissarisch Dirk Bergner; im November 2015 wurde auf einem Sonderparteitag Thomas Kemmerich zum neuen Landesvorsitzenden gewählt.
Am 11. Mai 2025 wurde sie als gemeinsame Kandidatin von FDP, CDU, BSW und einer lokalen Wählergruppe zur hauptamtlichen Bürgermeisterin von Bleicherode gewählt. Sie erhielt 66,5 Prozent der Stimmen.